# ویکتوریا هادسون
ویکتوریا هادسون (آلمانی: Victoria Hudson؛ زادهٔ ۲۸ مهٔ ۱۹۹۶) پرتاب‌گر نیزه زن اهل اتریش است.